# Gotenica
Gotenica je naselje v občini Kočevje, v njem je do osamosvojitve delovalo najbolj varovano vojaško območje in podzemsko zaklonišče v Sloveniji. Leta 1990 je na tem območju deloval vadbeni center slovenske vojske in specialne policije. Ustanovljeno je bilo leta 1988 iz dela ozemlja naselja Kočevska Reka. Leta 2015 je imelo tri prebivalce.